# Welcome to the Absurd Circus
Welcome to the Absurd Circus è il nono album in studio del gruppo musicale italiano Labyrinth, pubblicato il 22 gennaio 2021 dalla Frontiers Records.

## Tracce
1. The Absurd Circus – 6:17
2. Live Today – 5:41
3. One More Last Chance – 6:13
4. As Long as It Last – 5:18
5. Den of Snakes – 6:34
6. Words Minefield – 5:12
7. The Unexpected – 5:06
8. Dancing with Tears in My Eyes – 4:41 – originariamente interpretata dagli Ultravox
9. Sleepwalker – 4:26
10. A Reason to Survive – 4:30
11. Finally Free – 6:24

## Formazione
Gruppo
- Roberto Tiranti – voce
- Olaf Thörsen – chitarra
- Andrea Cantarelli – chitarra
- Nik Mazzucconi – basso
- Oleg Smirnoff – tastiera
- Matt Peruzzi – batteria

Produzione
- Simone Mularoni – produzione, missaggio, mastering